# ディエデリック・ジョエル・タグウ
ディエデリック・ジョエル・タグウ・タジョ（Diederrick Joel Tagueu Tadjo, 1993年12月6日 - ）は、カメルーン・ンコングサンバ出身のサッカー選手。元カメルーン代表。ポジションはFW。

## クラブ経歴

### ロンドリーナ
カメルーン・ンコングサンバに生まれ、2009年9月にブラジルに移住。その後イラチSCの下部組織でサッカーを始めた。2011年3月にオーナーが同じロンドリーナECに移籍し、2012年にトップチームに昇格した。
2012年3月28日のカンピオナート・パラナエンセでアルトゥール・カイキに代わって途中投入され選手初出場。4日後の試合ではプロ初得点を記録した。
2014年、ロンドリーナはカンピオナート・パラナエンセで優勝したが、彼は4得点をあげてこれに貢献した。また、カンピオナート・ブラジレイロ・セリエDでもレギュラーとして活躍、コパ・ド・ブラジルではサントスFCから得点を奪い勝利に貢献した。

#### コリチーバ
2014年9月4日にカンピオナート・ブラジレイロ・セリエAのコリチーバFCがシーズン終了までの契約での期限付き移籍で彼を獲得、水面下ではドイツのクラブも接触していた中での期限付き移籍となった。3日後にはアレハンドロ・マルティヌシオに代わって投入されてカンピオナート・ブラジレイロ・セリエA初出場となった。その3日後には全国1部初得点も記録した。翌週の試合でも得点を記録したが、ゴールパフォーマンス中にロッカールームへと続くトンネルの穴に落下した。

### クルゼイロ
2014年12月16日にカンピオナート・ブラジレイロ・セリエAのクルゼイロECに250万レアルで移籍。翌年2月1日のカンピオナート・ミネイロで移籍後初出場初得点。5月には所有権をRaposaに買われた。しかしその後は怪我に苦しみ、同年のカンピオナート・ブラジレイロ・セリエAでは11試合1得点に止まった。

#### 期限付き移籍
2016年1月11日にサントスに1年の期限付き移籍。1月30日のカンピオナート・パウリスタでパウリーニョに代わって投入されて移籍後初出場となった。
2017年1月19日に1年の期限付き移籍でボタフォゴFRに加入。同年6月20日にはアヴァイFCへと移籍先が変わった。

### マリティモ
2018年1月8日に夏までの契約でCSマリティモに期限付き移籍。期限付き移籍は延長されたものの、2019年6月に心臓病を患った。このためクルゼイロに戻り、快復に専念した。10月にクルゼイロのメンバーとして戦列復帰を果たした。
2020年1月に再びマリティモに期限付き移籍。
2020年8月7日に完全移籍となり、2年契約を結んだ。

#### アル・ハズム
2023年1月18日、アル・ハズムFCに期限付き移籍。

### ハノイ
2023年9月11日、ハノイFCに移籍。

## 代表経歴
2018年5月27日に行われたブルキナファソ代表戦でカメルーン代表デビュー。2019年6月3日に行われたザンビア代表との親善試合で代表初得点。アフリカネイションズカップ2019のメンバーにも選出されていたが、同月に心臓病を発症したため参加する事は出来なかった。なお彼の代わりの選手は招集されなかった。